# تل وردين
تل وردين أو تل واردين، (بالحروف اللاتينية Tell Wardeen)، هو موقع أثري على بعد 9 كم شمال غرب بعلبك، على بعد 6 كم جنوب شرق بوداي في محافظة البقاع في لبنان وهي منطقة مليئة بعشرات المواقع الأثرية الأركيولوجية التّلية التي تعود للعصور الغابرة من العصر الحجري والعصر البرونزي وبداية ممارسة النشاط الزراعي في منطقة الهلال الخصيب.
ويعود تاريخ موقع تل وردين على الأقل إلى العصر البرونزي.العصر البرونزي.

## الحفريات
باشر مجموعة من المتخصصين وعلماء الآثار أعمال الحفريات والتنقيب عن الآثار في موقع تل وردين سنة 1954، وذلك من قبل العالم المتخصص في علم الآثار-الأركيولوجيا (أ. كوشكي A. Kuschke)